# Specie di Orsolobidae
Di seguito vengono descritte tutte le specie della famiglia di ragni Orsolobidae note al 18 aprile 2008.

## Afrilobus
Afrilobus Griswold & Platnick, 1987
- Afrilobus australis Griswold & Platnick, 1987 — Africa meridionale
- Afrilobus capensis Griswold & Platnick, 1987 — Africa meridionale
- Afrilobus jocquei Griswold & Platnick, 1987 — Malawi

## Anopsolobus
Anopsolobus Forster & Platnick, 1985
- Anopsolobus subterraneus Forster & Platnick, 1985 — Nuova Zelanda

## Ascuta
Ascuta Forster, 1956
- Ascuta australis Forster, 1956 — Nuova Zelanda
- Ascuta cantuaria Forster & Platnick, 1985 — Nuova Zelanda
- Ascuta inopinata Forster, 1956 — Nuova Zelanda
- Ascuta insula Forster & Platnick, 1985 — Nuova Zelanda
- Ascuta leith Forster & Platnick, 1985 — Nuova Zelanda
- Ascuta media Forster, 1956 — Nuova Zelanda
- Ascuta monowai Forster & Platnick, 1985 — Nuova Zelanda
- Ascuta montana Forster & Platnick, 1985 — Nuova Zelanda
- Ascuta musca Forster & Platnick, 1985 — Nuova Zelanda
- Ascuta ornata Forster, 1956 — Nuova Zelanda
- Ascuta parornata Forster & Platnick, 1985 — Nuova Zelanda
- Ascuta taupo Forster & Platnick, 1985 — Nuova Zelanda
- Ascuta tongariro Forster & Platnick, 1985 — Nuova Zelanda
- Ascuta univa Forster & Platnick, 1985 — Nuova Zelanda

## Australobus
Australobus Forster & Platnick, 1985
- Australobus torbay Forster & Platnick, 1985 — Australia occidentale

## Azanialobus
Azanialobus Griswold & Platnick, 1987
- Azanialobus lawrencei Griswold & Platnick, 1987 — Africa meridionale

## Bealeyia
Bealeyia Forster & Platnick, 1985
- Bealeyia unicolor Forster & Platnick, 1985 — Nuova Zelanda

## Chileolobus
Chileolobus Forster & Platnick, 1985
- Chileolobus eden Forster & Platnick, 1985 — Cile

## Cornifalx
Cornifalx Hickman, 1979
- Cornifalx insignis Hickman, 1979 — Tasmania

## Dugdalea
Dugdalea Forster & Platnick, 1985
- Dugdalea oculata Forster & Platnick, 1985 — Nuova Zelanda

## Duripelta
Duripelta Forster, 1956
- Duripelta alta Forster & Platnick, 1985 — Nuova Zelanda
- Duripelta australis Forster, 1956 — Nuova Zelanda
- Duripelta borealis Forster, 1956 — Nuova Zelanda
- Duripelta egmont Forster & Platnick, 1985 — Nuova Zelanda
- Duripelta hunua Forster & Platnick, 1985 — Nuova Zelanda
- Duripelta koomaa Forster & Platnick, 1985 — Nuova Zelanda
- Duripelta mawhero Forster & Platnick, 1985 — Nuova Zelanda
- Duripelta minuta Forster, 1956 — Nuova Zelanda
- Duripelta monowai Forster & Platnick, 1985 — Nuova Zelanda
- Duripelta otara Forster & Platnick, 1985 — Nuova Zelanda
- Duripelta pallida (Forster, 1956) — Nuova Zelanda
- Duripelta paringa Forster & Platnick, 1985 — Nuova Zelanda
- Duripelta peha Forster & Platnick, 1985 — Nuova Zelanda
- Duripelta scuta Forster & Platnick, 1985 — Nuova Zelanda
- Duripelta totara Forster & Platnick, 1985 — Nuova Zelanda
- Duripelta townsendi Forster & Platnick, 1985 — Nuova Zelanda
- Duripelta watti Forster & Platnick, 1985 — Nuova Zelanda

## Falklandia
Falklandia Forster & Platnick, 1985
- Falklandia rumbolli (Schiapelli & Gerschman, 1974) — Isole Falkland

## Hickmanolobus
Hickmanolobus Forster & Platnick, 1985
- Hickmanolobus mollipes (Hickman, 1932) — Tasmania

## Losdolobus
Losdolobus Platnick & Brescovit, 1994
- Losdolobus opytapora Brescovit, Bertoncello & Ott, 2004 — Brasile
- Losdolobus parana Platnick & Brescovit, 1994 — Brasile
- Losdolobus xaruanus Lise & Almeida, 2006 — Brasile
- Losdolobus ybypora Brescovit, Ott & Lise, 2004 — Brasile

## Mallecolobus
Mallecolobus Forster & Platnick, 1985
- Mallecolobus malacus Forster & Platnick, 1985 — Cile
- Mallecolobus maullin Forster & Platnick, 1985 — Cile
- Mallecolobus pedrus Forster & Platnick, 1985 — Cile
- Mallecolobus sanus Forster & Platnick, 1985 — Cile

## Maoriata
Maoriata Forster & Platnick, 1985
- Maoriata magna (Forster, 1956) — Nuova Zelanda
- Maoriata montana Forster & Platnick, 1985 — Nuova Zelanda
- Maoriata vulgaris Forster & Platnick, 1985 — Nuova Zelanda

## Orongia
Orongia Forster & Platnick, 1985
- Orongia medialis Forster & Platnick, 1985 — Nuova Zelanda
- Orongia motueka Forster & Platnick, 1985 — Nuova Zelanda
- Orongia whangamoa Forster & Platnick, 1985 — Nuova Zelanda

## Orsolobus
Orsolobus Simon, 1893
- Orsolobus chelifer Tullgren, 1902 — Cile
- Orsolobus chilensis Forster & Platnick, 1985 — Cile
- Orsolobus mapocho Forster & Platnick, 1985 — Cile
- Orsolobus montt Forster & Platnick, 1985 — Cile
- Orsolobus plenus Forster & Platnick, 1985 — Cile
- Orsolobus pucara Forster & Platnick, 1985 — Argentina
- Orsolobus pucatrihue Forster & Platnick, 1985 — Cile
- Orsolobus schlingeri Forster & Platnick, 1985 — Cile
- Orsolobus singularis (Nicolet, 1849) — Cile

## Osornolobus
Osornolobus Forster & Platnick, 1985
- Osornolobus anticura Forster & Platnick, 1985 — Cile
- Osornolobus antillanca Forster & Platnick, 1985 — Cile
- Osornolobus canan Forster & Platnick, 1985 — Cile
- Osornolobus cautin Forster & Platnick, 1985 — Cile
- Osornolobus cekalovici Forster & Platnick, 1985 — Cile
- Osornolobus chaiten Forster & Platnick, 1985 — Cile
- Osornolobus chapo Forster & Platnick, 1985 — Cile
- Osornolobus chiloe Forster & Platnick, 1985 — Cile
- Osornolobus concepcion Forster & Platnick, 1985 — Cile
- Osornolobus correntoso Forster & Platnick, 1985 — Cile
- Osornolobus magallanes Forster & Platnick, 1985 — Cile
- Osornolobus malalcahuello Forster & Platnick, 1985 — Cile
- Osornolobus nahuelbuta Forster & Platnick, 1985 — Cile
- Osornolobus newtoni Forster & Platnick, 1985 — Cile
- Osornolobus penai Forster & Platnick, 1985 — Cile
- Osornolobus thayerae Forster & Platnick, 1985 — Cile
- Osornolobus trancas Forster & Platnick, 1985 — Cile

## Paralobus
Paralobus Forster & Platnick, 1985
- Paralobus salmoni (Forster, 1956) — Nuova Zelanda

## Pounamuella
Pounamuella Forster & Platnick, 1985
- Pounamuella australis (Forster, 1964) — Isole Auckland
- Pounamuella complexa (Forster, 1956) — Nuova Zelanda
- Pounamuella hauroko Forster & Platnick, 1985 — Nuova Zelanda
- Pounamuella hollowayae (Forster, 1956) — Nuova Zelanda
- Pounamuella insula Forster & Platnick, 1985 — Nuova Zelanda
- Pounamuella kuscheli Forster & Platnick, 1985 — Nuova Zelanda
- Pounamuella ramsayi (Forster, 1956) — Nuova Zelanda
- Pounamuella vulgaris (Forster, 1956) — Nuova Zelanda

## Subantarctia
Subantarctia Forster, 1955
- Subantarctia centralis Forster & Platnick, 1985 — Nuova Zelanda
- Subantarctia dugdalei Forster, 1956 — Nuova Zelanda
- Subantarctia fiordensis Forster, 1956 — Nuova Zelanda
- Subantarctia florae Forster, 1956 — Nuova Zelanda
- Subantarctia muka Forster & Platnick, 1985 — Nuova Zelanda
- Subantarctia penara Forster & Platnick, 1985 — Nuova Zelanda
- Subantarctia stewartensis Forster, 1956 — Nuova Zelanda
- Subantarctia trina Forster & Platnick, 1985 — Nuova Zelanda
- Subantarctia turbotti Forster, 1955 — Isole Auckland

## Tangata
Tangata Forster & Platnick, 1985
- Tangata alpina (Forster, 1956) — Nuova Zelanda
- Tangata furcata Forster & Platnick, 1985 — Nuova Zelanda
- Tangata horningi Forster & Platnick, 1985 — Nuova Zelanda
- Tangata kohuka Forster & Platnick, 1985 — Nuova Zelanda
- Tangata murihiku Forster & Platnick, 1985 — Nuova Zelanda
- Tangata nigra Forster & Platnick, 1985 — Nuova Zelanda
- Tangata orepukiensis (Forster, 1956) — Nuova Zelanda
- Tangata otago Forster & Platnick, 1985 — Nuova Zelanda
- Tangata parafurcata Forster & Platnick, 1985 — Nuova Zelanda
- Tangata plena (Forster, 1956) — Nuova Zelanda
- Tangata pouaka Forster & Platnick, 1985 — Nuova Zelanda
- Tangata rakiura (Forster, 1956) — Nuova Zelanda
- Tangata stewartensis (Forster, 1956) — Nuova Zelanda
- Tangata sylvester Forster & Platnick, 1985 — Nuova Zelanda
- Tangata tautuku Forster & Platnick, 1985 — Nuova Zelanda
- Tangata townsendi Forster & Platnick, 1985 — Nuova Zelanda
- Tangata waipoua Forster & Platnick, 1985 — Nuova Zelanda

## Tasmanoonops
Tasmanoonops Hickman, 1930
- Tasmanoonops alipes Hickman, 1930 — Tasmania
- Tasmanoonops australis Forster & Platnick, 1985 — Australia occidentale
- Tasmanoonops buang Forster & Platnick, 1985 — Victoria
- Tasmanoonops buffalo Forster & Platnick, 1985 — Victoria
- Tasmanoonops complexus Forster & Platnick, 1985 — Queensland
- Tasmanoonops daviesae Forster & Platnick, 1985 — Queensland
- Tasmanoonops dorrigo Forster & Platnick, 1985 — Nuovo Galles del Sud
- Tasmanoonops drimus Forster & Platnick, 1985 — Victoria
- Tasmanoonops elongatus Forster & Platnick, 1985 — Nuovo Galles del Sud
- Tasmanoonops fulvus Hickman, 1979 — Tasmania
- Tasmanoonops grayi Forster & Platnick, 1985 — Nuovo Galles del Sud
- Tasmanoonops hickmani Forster & Platnick, 1985 — Queensland
- Tasmanoonops hunti Forster & Platnick, 1985 — Nuovo Galles del Sud
- Tasmanoonops inornatus Hickman, 1979 — Tasmania
- Tasmanoonops insulanus Forster & Platnick, 1985 — Tasmania
- Tasmanoonops magnus Hickman, 1979 — Tasmania
- Tasmanoonops mainae Forster & Platnick, 1985 — Australia occidentale
- Tasmanoonops minutus Forster & Platnick, 1985 — Victoria
- Tasmanoonops mysticus Forster & Platnick, 1985 — Nuovo Galles del Sud
- Tasmanoonops oranus Forster & Platnick, 1985 — Victoria
- Tasmanoonops otimus Forster & Platnick, 1985 — Nuovo Galles del Sud
- Tasmanoonops pallidus Forster & Platnick, 1985 — Nuovo Galles del Sud
- Tasmanoonops parinus Forster & Platnick, 1985 — Nuovo Galles del Sud
- Tasmanoonops parvus Forster & Platnick, 1985 — Queensland
- Tasmanoonops pinus Forster & Platnick, 1985 — Nuovo Galles del Sud
- Tasmanoonops ripus Forster & Platnick, 1985 — Nuovo Galles del Sud
- Tasmanoonops septentrionalis Forster & Platnick, 1985 — Queensland
- Tasmanoonops trispinus Forster & Platnick, 1985 — Tasmania
- Tasmanoonops unicus Forster & Platnick, 1985 — Queensland

## Tautukua
Tautukua Forster & Platnick, 1985
- Tautukua isolata Forster & Platnick, 1985 — Nuova Zelanda

## Turretia
Turretia Forster & Platnick, 1985
- Turretia dugdalei Forster & Platnick, 1985 — Nuova Zelanda

## Waiporia
Waiporia Forster & Platnick, 1985
- Waiporia algida (Forster, 1956) — Nuova Zelanda
- Waiporia chathamensis Forster & Platnick, 1985 — Isole Chatham
- Waiporia egmont Forster & Platnick, 1985 — Nuova Zelanda
- Waiporia extensa (Forster, 1956) — Nuova Zelanda
- Waiporia hawea Forster & Platnick, 1985 — Nuova Zelanda
- Waiporia hornabrooki (Forster, 1956) — Nuova Zelanda
- Waiporia mensa (Forster, 1956) — Nuova Zelanda
- Waiporia modica (Forster, 1956) — Nuova Zelanda
- Waiporia owaka Forster & Platnick, 1985 — Nuova Zelanda
- Waiporia ruahine Forster & Platnick, 1985 — Nuova Zelanda
- Waiporia tuata Forster & Platnick, 1985 — Nuova Zelanda
- Waiporia wiltoni Forster & Platnick, 1985 — Nuova Zelanda

## Waipoua
Waipoua Forster & Platnick, 1985
- Waipoua gressitti (Forster, 1964) — Isole Campbell
- Waipoua hila Forster & Platnick, 1985 — Nuova Zelanda
- Waipoua insula Forster & Platnick, 1985 — Nuova Zelanda
- Waipoua montana Forster & Platnick, 1985 — Nuova Zelanda
- Waipoua otiana Forster & Platnick, 1985 — Nuova Zelanda
- Waipoua ponanga Forster & Platnick, 1985 — Nuova Zelanda
- Waipoua toronui Forster & Platnick, 1985 — Nuova Zelanda
- Waipoua totara (Forster, 1956) — Nuova Zelanda

## Wiltonia
Wiltonia Forster & Platnick, 1985
- Wiltonia elongata Forster & Platnick, 1985 — Nuova Zelanda
- Wiltonia eylesi Forster & Platnick, 1985 — Nuova Zelanda
- Wiltonia fiordensis Forster & Platnick, 1985 — Nuova Zelanda
- Wiltonia graminicola Forster & Platnick, 1985 — Nuova Zelanda
- Wiltonia lima Forster & Platnick, 1985 — Nuova Zelanda
- Wiltonia nelsonensis Forster & Platnick, 1985 — Nuova Zelanda
- Wiltonia pecki Forster & Platnick, 1985 — Nuova Zelanda
- Wiltonia porina Forster & Platnick, 1985 — Nuova Zelanda
- Wiltonia rotoiti Forster & Platnick, 1985 — Nuova Zelanda